# Sovětské letectvo
Vojenské vzdušné síly SSSR (VVS SSSR, rusky Военно-воздушные силы) nebo zkráceně také Sovětské vzdušné síly (v letech 1918–1924 Dělnicko-rolnické vzdušné síly, v letech 1924–1946 Vojenské vzdušné síly Dělnicko-rolnické Rudé armády nebo zkráceně Vojenské vzdušné síly RKKA, VVS RKKA, v letech 1946–1991 Vojenské vzdušné síly SSSR, VVS SSSR) byly jednou ze složek ozbrojených sil SSSR. Sovětské letectvo bylo zformováno ze složek carských vzdušných sil v roce 1917.[zdroj⁠?!] Mezi významnými vojenskými konflikty 20. století se zúčastnilo druhé světové války, kdy stálo před svou nejtěžší zkouškou, začátkem 50. let se zapojilo i do Korejské války, v 80. letech se zapojilo do války v Afghánistánu. Podílelo se i na odstraňování následků havárie v Černobylu.

## Seznam letadel v roce 1990

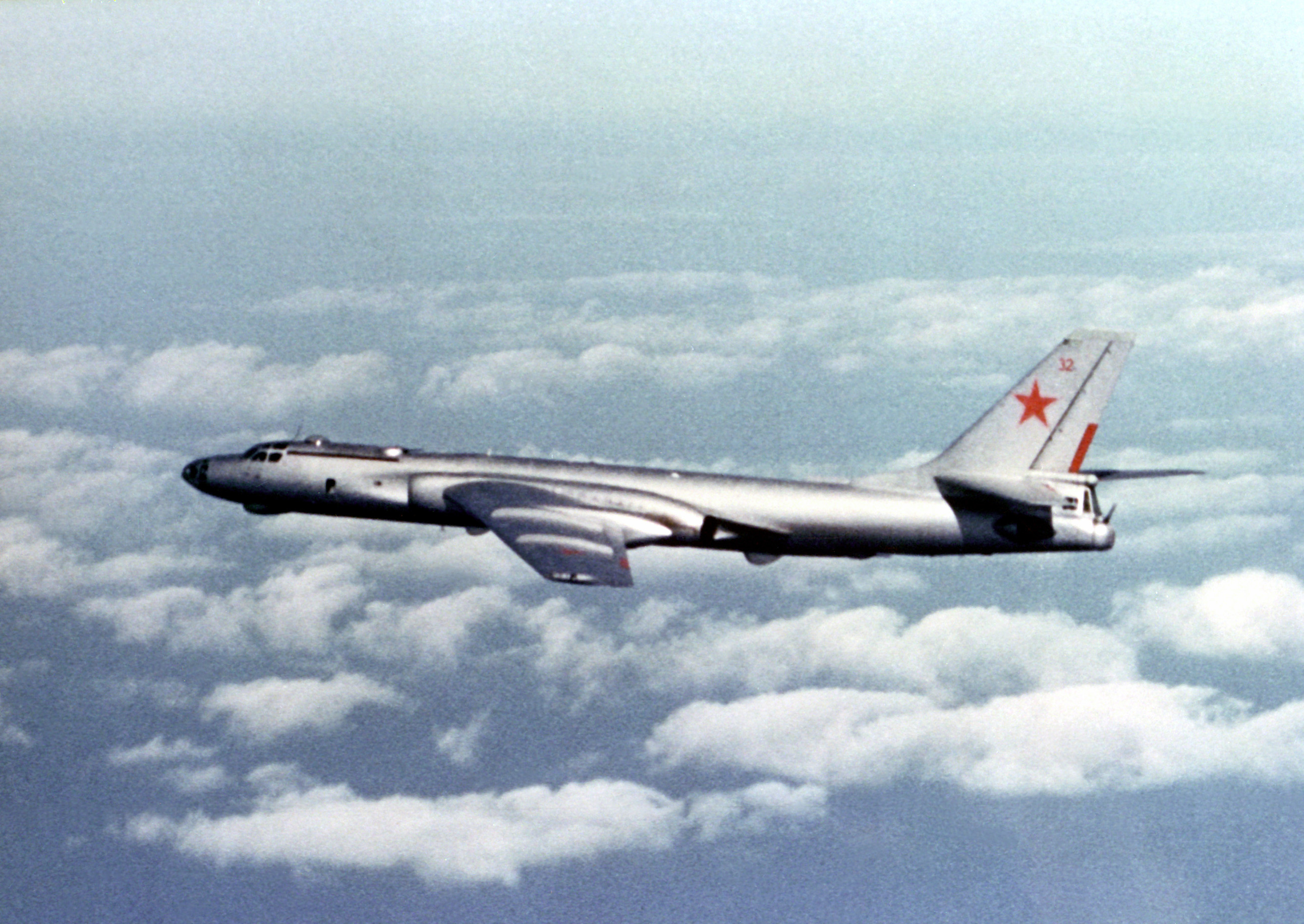
Tupolev Tu-16R

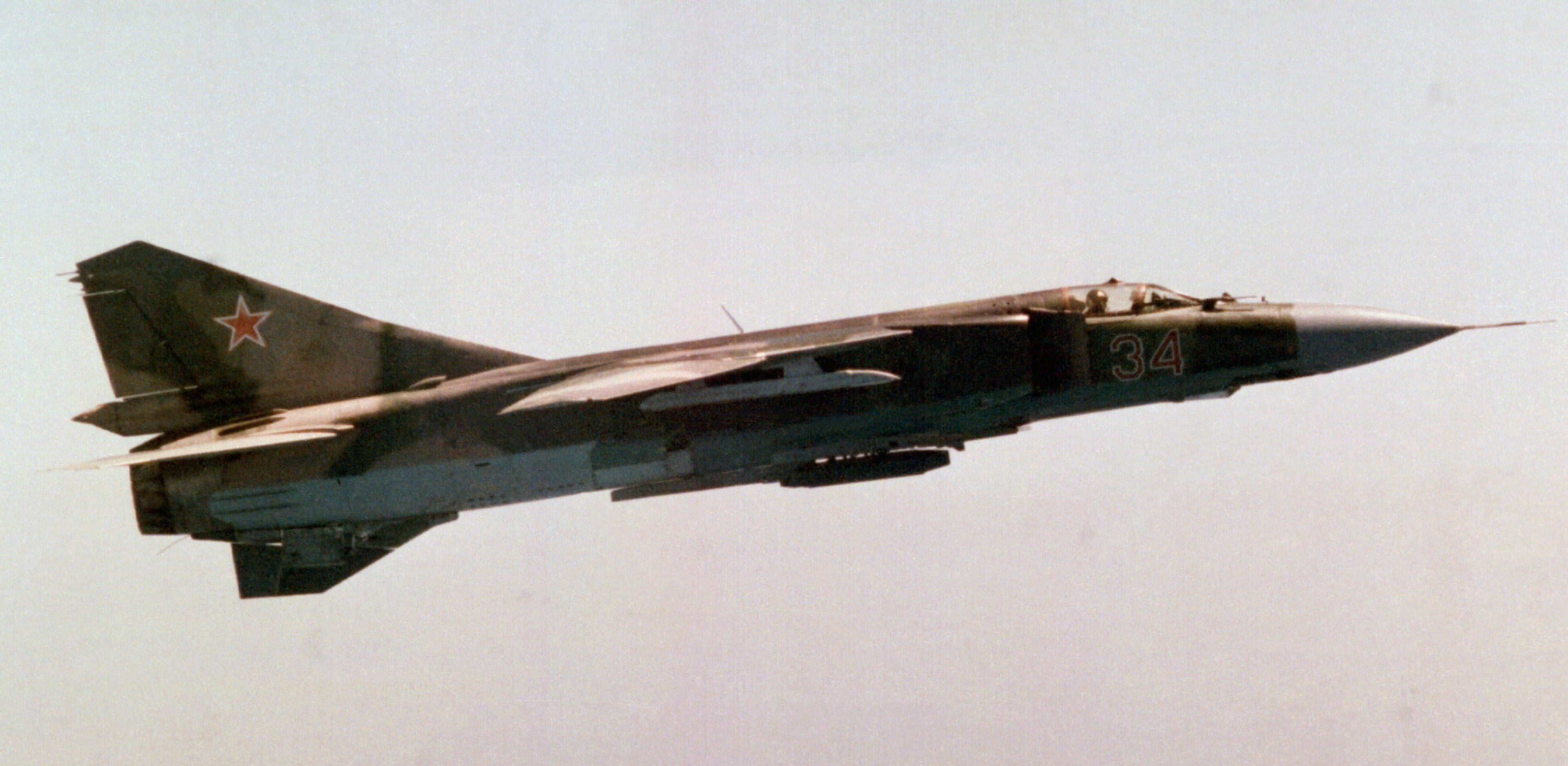
MiG-23MLD

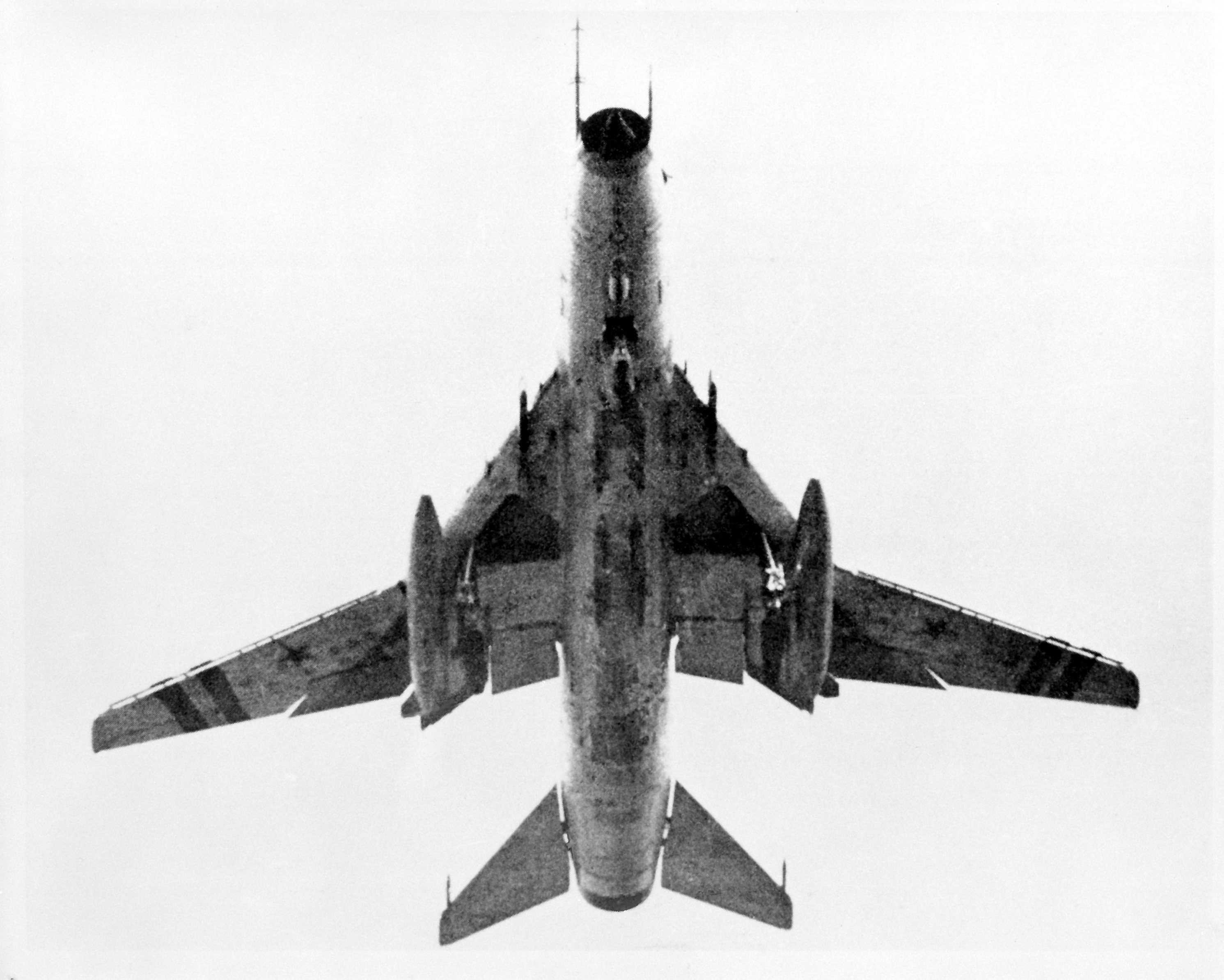
Suchoj Su-17M

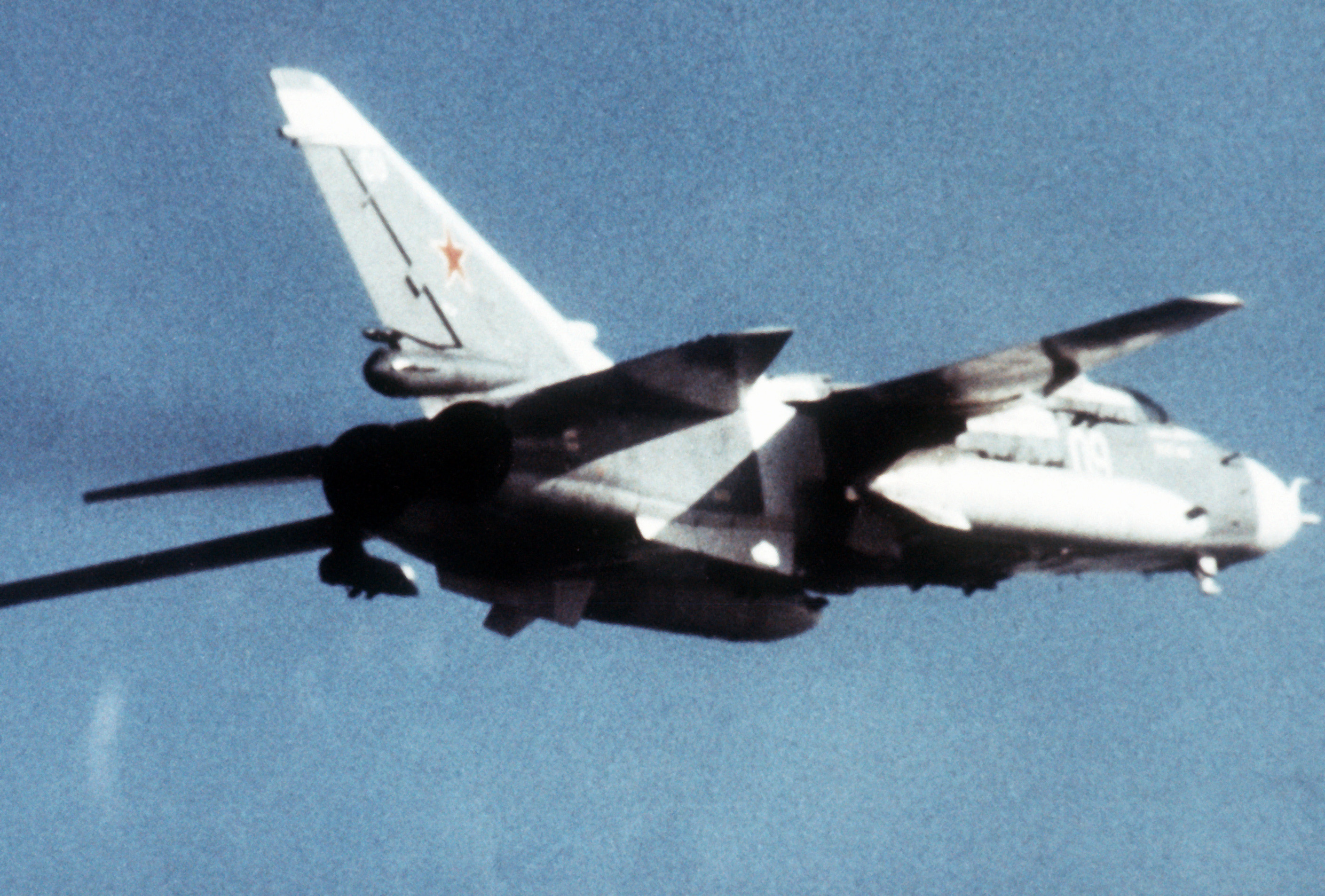
Suchoj Su-24

205 strategických bombardérů
160 letadel Tupolev Tu-95
15 letadel Tupolev Tu-160
30 letadel Mjasiščev M-4
230 středních bombardérů
30 letadel Tupolev Tu-22M
80 letadel Tupolev Tu-16
120 letadel Tupolev Tu-22
1 555 stíhaček
90 letadel Suchoj Su-27
540 letadel MiG-29
700 letadel MiG-23
185 letadel MiG-21
40 letadel MiG-25
2 135 útočných letadel
630 letadel Suchoj Su-24
535 letadel Suchoj Su-17
130 letadel Suchoj Su-7
500 letadel MiG-27
340 letadel Suchoj Su-25
84 tankovacích letadel
34 letadel Iljušin Il-78
30 letadel Mjasiščev M-4
20 letadel Tupolev Tu-16
40 letadel včasné výstrahy (AWACS)
40 letadel Berijev A-50
1 015 průzkumných letadel a letadel pro radioelektronický boj
50 letadel MiG-21
170 letadel MiG-25
190 letadel Suchoj Su-7R
235 letadel Suchoj Su-24
200 letadel Jakovlev Jak-28
130 letadel Tupolev Tu-16
30 letadel Tupolev Tu-22M
10 letadel Iljušin Il-20
620 transportních letadel
45 letadel Antonov An-124
55 letadel Antonov An-22
210 letadel Antonov An-12
310 letadel Iljušin Il-76
2 935 civilních a dalších transportních letadel, obvykle letadla Aeroflotu, která se daly snadno přestavět

## Vývoj identifikačního označení sovětského letectva
Identifikačním označením letadel, vrtulníků a ostatních letadel, které sloužily ve VVS SSSR, byla rudá pěticípá hvězda, která se aplikovala na křídlech (ze shora i ze zdola), na bocích trupu (ne vždy) a svislé ocasní plochy. Tento znak prošel během let několika změnami.
|  | Rudá pěticípá hvězda bez lemování se používala až do roku 1943. |
|  | Rudá hvězda s černým kruhovým lemováním uvnitř hvězdy se používala jen občas v 20. a 30. letech. |
|  | Rudá hvězda s černým lemováním se používala v letech 1941 až 1943, nakonec však byla vyřazena z používání. |
|  | Začátkem 40. let začaly mnohé vzdušné síly po celém světě používat na svých znacích bílé lemování. Stejně byla upravena i sovětská rudá hvězda. Na konci roku 1942 bylo na hvězdách téměř všudypřítomné bílé lemování. V roce 1943 se rudá hvězda s bílým lemováním stala standardním identifikačním označením VVS RKKA. |
|  | Rudá hvězda se žlutým lemováním se používala velmi zřídka v období let 1942–1945. |
|  | Rudá hvězda s vypouklým zastíněním a s bílým a červeným lemováním byla známá jako kremelská. Používala se zřídka v období let 1940–1945. |
|  | Rudá pěticípá hvězda s bílým a červeným lemováním se začala objevovat na sovětských letadlech od konce roku 1943. Masově se začala používat v následujících letech. Od roku 1945 se používala téměř všeobecně. Hvězda se aplikovala na horní a dolní část křídla, po bocích svislé ocasní plochy a po bocích zadní části trupu. Tato verze identifikačního označení byla v 50. letech nazvána hvězdou vítězství. V sovětském letectvu se používala až do jeho rozdělení po rozpadu SSSR v roce 1991. Ruské letectvo ji používalo až do roku 2010, kdy byla nahrazena rudou hvězdou s modrým, bílým a červeným lemováním. |